# Solidarnost' Samara Arena
La Solidarnost' Samara Arena (in russo Солидарность Самара Арена?), nota anche come Samara Arena (in russo Самара Арена?) oppure Cosmos Arena (in russo Космос Арена?, Kosmos Arena), è un impianto sportivo di Samara, in Russia.
Ultimato nel 2017, ospita le partite casalinghe del Kryl'ja Sovetov Samara.

## Storia
L'ultimazione della struttura risale al 2017 e la sua ideazione data a quando Samara fu indicata tra le città destinate a ospitare alcuni incontri del campionato mondiale di calcio 2018 assegnato alla Russia; per la forma a calotta della sua copertura, l'impianto ha ricevuto anche il titolo di lavorazione di Sferoid .
L'area inizialmente individuata per la costruzione dell'impianto si trova sull'isolotto di Korovij, in prossimità della confluenza del fiume Samara nel Volga; tuttavia l'idea fu abbandonata in quanto detto isolotto, oltre a non avere infrastrutture, non era neppure collegato da alcun ponte alla terraferma e la costruzione avrebbe messo a rischio l'equilibrio idrogeologico delle coste; a fine 2012 fu approvata la proposta di una nuova zona dove far sorgere l'impianto, situata più a nord di quella originariamente prevista, e il 21 luglio 2014 sono iniziati i lavori per la costruzione della struttura.
Il progetto dell'impianto è opera dello studio d'architettura tedesco GMP-Architekten, e la costruzione è affidata alla compagnia russa Strojtransgaz; il costo dell'impianto è pari a 18917000000 ₽, in rialzo rispetto alle previsioni iniziali.

## Coppa del Mondo FIFA 2018
| Data           | Ora   | Squadra #1 | Ris.  | Squadra #2  | Fase del torneo  | Spettatori |
| -------------- | ----- | ---------- | ----- | ----------- | ---------------- | ---------- |
| 17 giugno 2018 | 16:00 | Costa Rica | 0 - 1 | Serbia      | Girone E         | 41 432     |
| 21 giugno 2018 | 16:00 | Danimarca  | 1 - 1 | Australia   | Girone C         | 40 727     |
| 25 giugno 2018 | 18:00 | Uruguay    | 3 - 0 | Russia      | Girone A         | 41 970     |
| 28 giugno 2018 | 18:00 | Senegal    | 0 - 1 | Colombia    | Girone H         | 41 970     |
| 2 luglio 2018  | 18:00 | Brasile    | 2 - 0 | Messico     | Ottavi di finale | 41 970     |
| 7 luglio 2018  | 18:00 | Svezia     | 0 - 2 | Inghilterra | Quarti di finale | 39 991     |